# Тайное водохранилище
Тайное водохранилище — водохранилище на острове Сахалин, вблизи от города Холмск, расположено на реке Тый. Было заполнено в 1920-е годы в результате строительства земляной плотины высотой 18 м, обеспечивало водой город и ЦБЗ. Ныне является популярным объектом туризма и отдыха, его проезжают туристы, направляющиеся к знаменитому «Чёртову мосту».

## Общие сведения
- Длина — 1,8 км
- Средняя ширина — 0,3 км
- Максимальная ширина — 0,5 км
- Средняя глубина — 12 м
- Максимальная глубина — 16 м
- Площадь водоёма — 0,4 км²
- Водосборная площадь — 32,1 км²

## Данные водного реестра
По данным государственного водного реестра России относится к Амурскому бассейновому округу.
Код объекта в государственном водном реестре — 20050000221418300000981.